# Solenopsis oraniensis
Solenopsis oraniensis é uma espécie de formiga do gênero Solenopsis, pertencente à subfamília Myrmicinae.